# Celeste (pigenavn)
 For alternative betydninger, se Celeste. (Se også artikler, som begynder med Celeste)
Celeste er et pigenavn, der stammer fra latin "Caelestis", som betyder "den himmelske". Celestine er en variant af navnet. Der er under 30 danskere, der bærer et af navnene ifølge Danmarks Statistik.

## Kendte personer med navnet
- Celeste, amerikansk-britisk sanger.
- Celeste Holm, amerikansk skuespiller.
- Celeste Ng, amerikansk forfatter.
- Celeste Star, amerikansk pornoskuespiller.

## Andre betydninger
- Musikinstrumentet celesta staves undertiden "celeste".